# 1798 en Italie
Chronologie de l'Italie
- 1794
- 1795
- 1796
- 1797
- 1798
- 1799
- 1800
- 1801
- 1802

## Événements
- 4 février : proclamation de la République tibérine — République sœur de la république française - par des républicains ayant pris le pouvoir dans la ville de Pérouse. Nommée d'après le fleuve Tibre, elle fusionne avec la République romaine en le 7 mars 1798[1].

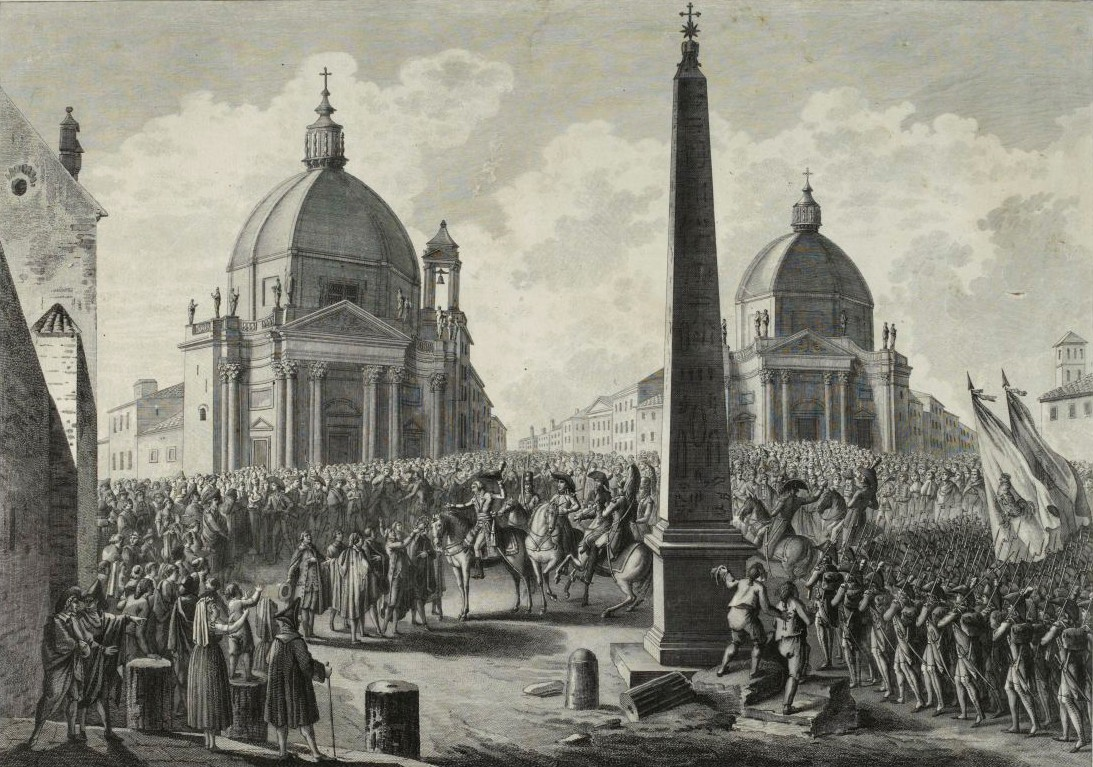
15 février : entrée de l’Armée française dans Rome,
(musée de la Révolution française).

- 15 février : les armées françaises envahissent Rome. Un incident (l'assassinat du Général Duphot) permet aux troupes françaises d'intervenir dans les États pontificaux. Les patriotes romains fondent la République romaine[2].
- 17 février : les émissaires du Directoire donnent l'ordre à Pie VI de partir sous deux jours. Il part dans la nuit du 19 au 20 février[3]. Les États pontificaux sont remplacés par la république romaine.
- 25 février, Rome : émeutes antifrançaise et antijuives dans le Trastevere[4].

- 7 mars : La République ancônitaine, État créé l'année précédente dans l'actuelle région des Marches, autour de la ville d'Ancône est annexée par la République romaine[5].
- 20 mars : Rome : promulgation de la Constitution de la république romaine[6].

- 13 avril, Italie : coups d'État antiroyalistes (13 avril, 19 octobre) et antijacobins (30 août, 10 décembre) en République cisalpine[7]. Soulèvement antifrançais en Valteline, incorporée à la République cisalpine le 10 octobre 1797.

- 26 mai : un fort tremblement de terre, à 13 h 10, frappe Sienne, faisant des victimes et endommageant de nombreux bâtiments de la ville[8].

- 2 juin : Pie VI est fait prisonnier par les troupes françaises à la chartreuse de Galluzzo près de Florence[9].

- Septembre : le royaume de Naples s'engage dans la Deuxième Coalition (fin en 1802), groupement de plusieurs puissances européennes pour contenir la France révolutionnaire, et, si possible, abattre le régime républicain et rétablir la monarchie[10].

- 24 novembre : les Napolitains entrent en guerre et marchent sur Rome, où le roi de Naples pénètre le 29[11].
- 27 novembre : la bataille de Terni (it) voit la victoire de l'armée de la Première République française sur celle du royaume de Naples[12].
- 29 novembre, Saint-Pétersbourg : la Russie s’allie avec le roi de Naples[13].

- 1er décembre, Naples : la Grande-Bretagne s’allie avec le roi de Naples[13].
- 5 décembre : la France déclare la guerre au royaume de Sardaigne[14].
- 8 décembre : les troupes françaises occupent Turin provoquant la fuite du roi Charles-Emmanuel IV en Sardaigne, à Cagliari[15]. Il renonce au Piémont le 9 décembre[16] ; la République piémontaise — république sœur de la République française — est constituée et est reconnue par le Directoire. Un gouvernement provisoire constitué de patriotes est organisé à Turin par Joubert le 11 décembre[14].
- 9 décembre : Bataille d'Otricoli (it) dans le cadre de la guerre de la deuxième coalition.
- 11 décembre : les troupes françaises de Championnet chassent les Napolitains de Rome. Le roi de Naples se replie en Sicile (23 décembre)[17]

## Culture

### Opéras créés en 1798
- Avril :
  - L'amore a dispetto, opera buffa en deux actes de Valentino Fioravanti, livret de Giuseppe Palomba, créé au Teatro dei Fiorentini à Naples ;
  - L'impresario in angustie, opera buffa en deux actes de Valentino Fioravanti, livret de Giuseppe Maria Diodati, créé au Teatro dei Fiorentini à Naples ;
- 25 juillet : L'Hôtellerie portugaise, opéra-comique en un acte de Luigi Cherubini, créé au théâtre Feydeau à Paris ;

- Antioco in Egitto, opera buffa en deux actes de Giuseppe Farinelli, créé au Teatro Pallacorda de Florence ;

## Naissance en 1798
- 6 janvier : Giovanni Marghinotti, peintre néo-classique. († 20 janvier 1865).
- 22 janvier : Ciro Menotti, patriote de l'Unité italienne[18]. († 9 mai 1831)
- 29 avril : Carlo Yvon, hautboïste et compositeur de la période romantique. († 23 décembre 1854).
- 11 juillet : Paulo Savi, géologue et ornithologue. († 5 avril 1871).
- 22 juillet : Gabriele Smargiassi, peintre, considéré comme un des représentants importants de l'École du Pausilippe. († 12 mai 1882).
- 24 juillet : Antonio Bresciani, prêtre jésuite italien, écrivain et essayiste ultramontain, l’un des fondateurs de la revue Civiltà Cattolica. († 14 mars 1862)
- 15 octobre : Massimo Taparelli d'Azeglio, écrivain, historien, nouvelliste, peintre, homme politique et diplomate, président du Conseil des ministres du royaume de Sardaigne de 1849 à 1852, qui fut l'un des penseurs et acteurs du Risorgimento. († 15 janvier 1866)

- Carlo Ruspi, peintre, spécialisé dans la restauration et la copie de fresques étrusques. († 1863)

## Décès en 1798
- 4 janvier : Giuseppe Giordani (dit Giordanello), 46 ans, organiste et compositeur de la période baroque. (° 19 décembre 1751)
- 28 janvier : Zanobi del Rosso, 74 ans, architecte de l'école florentine. (° 16 décembre 1724)
- 4 juin : Giacomo Casanova, 73 ans, aventurier vénitien, tour à tour violoniste, écrivain, espion, diplomate, puis bibliothécaire, auteur d'un célèbre livre de mémoires : Histoire de ma vie. (° 2 avril 1725).
- 15 juillet : Gaetano Pugnani, 66 ans, violoniste et compositeur de la période classique[19]. (° 27 novembre 1731)
- 28 juillet : Agostino dal Pozzo, 66 ans, abbé, écrivain et historien, auteur des Memorie istoriche dei Sette Comuni vicentini (Mémoires historiques des sept communes vicentines). (° 23 janvier 1732)
- 19 novembre : Innocenzo Spinazzi, 72 ans, sculpteur rococo actif à Rome et Florence. (° 18 juillet 1726)
- 8 décembre :  Giovanni Battista Casanova, 65 ans, peintre  et historien de l'art, l'un des frères de Giacomo Casanova. (° 2 novembre 1730)
- 16 décembre : Gaetano Brunetti, 54 ans, violoniste et compositeur de la période classique, ayant œuvré toute sa vie en Espagne au service de Charles III et de Charles IV, auteur de musique de chambre, de musique sacrée et de 32 symphonies. (° 1744).

- Giuseppe Angeli, 86 ans, peintre baroque. (° 1712)
- Marco Antonio Gentile, 75 ans, doge de Gênes du 8 mars 1781 au 8 mars 1783. (° 1723)